# Deois spinulata
Deois spinulata is een halfvleugelig insect uit de familie schuimcicaden (Cercopidae). De wetenschappelijke naam van deze soort is voor het eerst geldig gepubliceerd in 2002 door Costa & Sakakibara.